# Félix-Henri Giacomotti
Félix-Henri Giacomotti (n. 19 noiembrie 1828, Quingey⁠(d), Franche-Comté⁠(d), Franța – d. 10 mai 1909, Besançon, Franța) a fost un pictor și muralist francez de origine italiană, specializat în lucrări istorice și religioase.

## Biografie

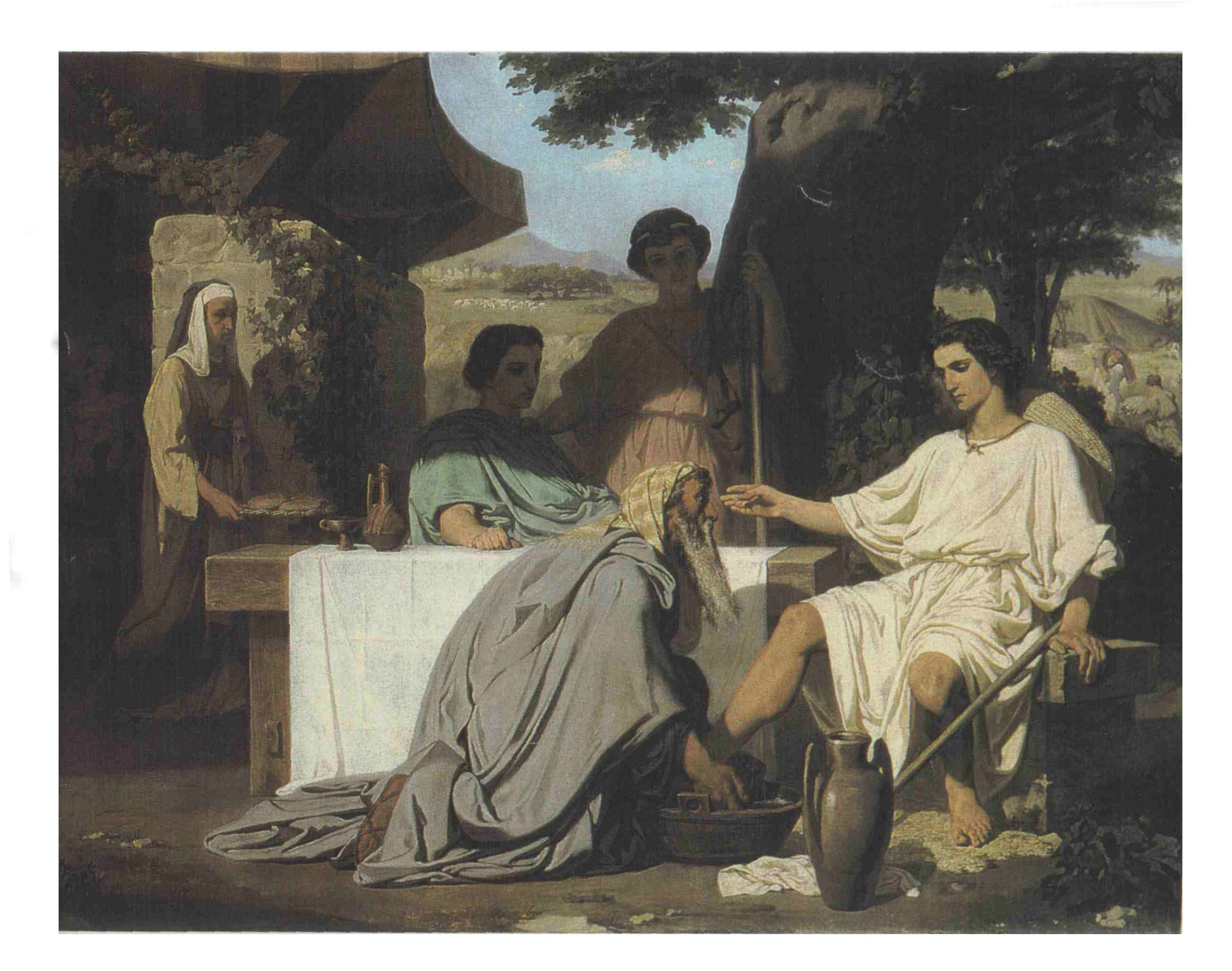
Avraam spălând picioarele celor trei vizitatori ai săi, 1854

S-a născut în Quingey⁠(d). Părinții săi erau din Italia și a devenit cetățean francez naturalizat în 1849. Primele sale studii au fost la școala de artă din Besançon. De asemenea, a luat lecții particulare de la Edouard Baille, care l-a încurajat să intre la École des Beaux-Arts. În 1850, s-a înscris acolo și a lucrat în atelierele lui François-Édouard Picot.
În 1854, a primit Prix de Rome pentru pictură istorică pentru reprezentarea lui Avraam spălând picioarele celor trei vizitatori angelici. A locuit la Villa Medici între 1855 și 1860 și a studiat la Academia Franceză din Roma cu Jean-Victor Schnetz⁠(d). La întoarcere, a organizat prima sa expoziție la Salon⁠(d) și a continuat să expună anual până la moartea sa.
A primit numeroase comenzi, inclusiv picturi murale pentru tavanul Muzeului din Luxembourg și o reprezentare a Sfintei Familii la odihnă în transeptul nordic al Bisericii Notre-Dame-des-Champs. Reprezentarea sa a Sfântului Martin împărțindu-și mantia poate fi văzută în Biserica din Quingey. Se spune că primarul a servit drept model pentru Sfântul Martin.

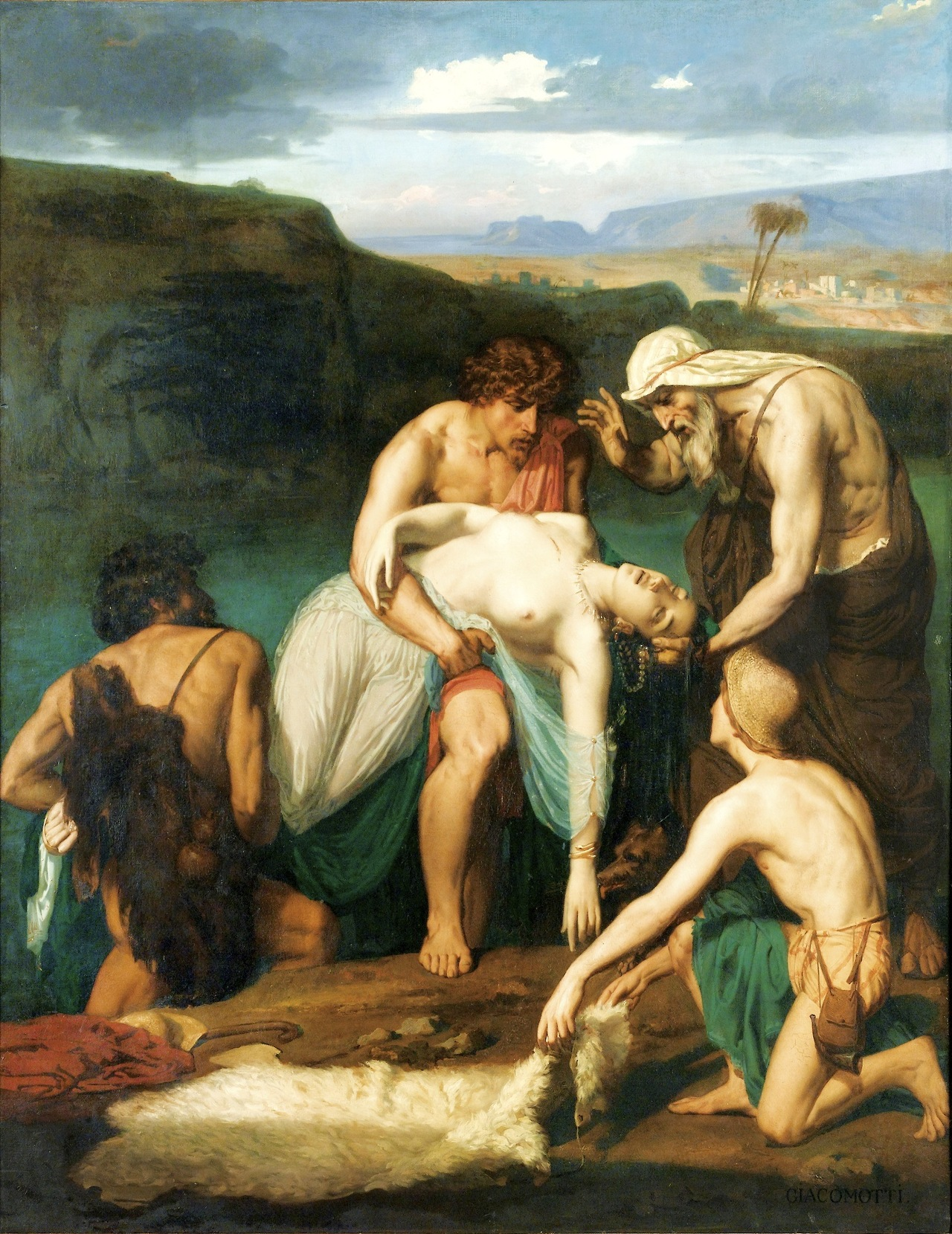
Zenobia descoperită pe malurile Araxes, 1850

Mai târziu a fost numit director al școlii municipale de arte plastice din Besançon și curator al Muzeului de Arte Frumoase și Arheologie, funcție pe care a deținut-o pe viață. În urma căsătoriei cu o femeie din Étampes, a devenit custode la muzeul de acolo. În 1867, a fost numit Cavaler al Legiunii de Onoare.
Deși este cunoscut mai ales pentru picturile sale istorice și religioase, a realizat și numeroase nuduri în stilul prietenului său, William Bouguereau. În timpul problemelor din anii 1870, el s-a întreținut pictând portrete. Giacomotti a murit în 1909 la Besançon. O retrospectivă majoră a lucrării sale a avut loc în 2005.